# Gabrielle Björnstrand
Toola Färi Gabrielle Björnstrand Lagercrantz, född 31 augusti 1947 i Stockholm, är en svensk kulturjournalist och översättare. Hon är dotter till skådespelaren Gunnar och författaren Lillie Björnstrand och har varit gift med museichefen Bo Lagercrantz.
Gabrielle Björnstrand kom som 19-åring ut med diktsamlingen Min elefant och andra dikter (1966). 1978 kom antologin I barnets tid, och samma år producerades ett teatermanus för radioteatern Astronautens återkomst. Björnstrand har varit verksam som frilansjournalist och haft redaktörsuppdrag för svenska tidskrifter, som OTTAR, Vår Lösen, Krut och Hjärnstorm. Hon har varit kulturkrönikör för Upsala Nya Tidning och Vasabladet, frilans vid Sveriges Radio samt verksam som konstskribent i Konstperspektiv och Paletten. Björnstrand var litteraturrecensent för TCO-tidningen 2000–2004 och fri kulturskribent för Mittmedia 2015-2019.
Hon driver bloggarna Gabis Annex och björnstrand backwater.